# 查爾斯頓 (密西西比州)
查爾斯頓（英語：Charleston）是一個位於美國密西西比州塔拉哈奇縣的城市。根據2010年美國人口普查，該地共人口2,193人，而該地的面積約為3.50平方千米。該地與薩姆納同為塔拉哈奇縣的縣治。

## 地理
查爾斯頓的座標為34°00′27″N 90°03′14″W / 34.00750°N 90.05389°W，而該地的平均海拔高度為66米（即217英尺）。